# Kámen (ort i Tjeckien, Ústí nad Labem)
Kámen är en ort i Tjeckien.   Den ligger i regionen Ústí nad Labem, i den norra delen av landet, 80 km norr om huvudstaden Prag. Kámen ligger 343 meter över havet och antalet invånare är 148.
Terrängen runt Kámen är huvudsakligen kuperad, men österut är den platt.Runt Kámen är det ganska tätbefolkat, med 58 invånare per kvadratkilometer. Närmaste större samhälle är Děčín, 4,9 km sydväst om Kámen. Omgivningarna runt Kámen är en mosaik av jordbruksmark och naturlig växtlighet.